# Tortillard pour Titfield
Pour plus de détails, voir Fiche technique et Distribution.
Tortillard pour Titfield (The Titfield Thunderbolt) est un film britannique réalisé par Charles Crichton, sorti en 1953.

## Synopsis
Un groupe de villageois essaye d’empêcher les chemins de fer britanniques de fermer la ligne (fictive) de Titfield.
La communauté se mobilise autour de ce projet emblématique et fédérateur, avec une galerie de personnages hauts en couleur: le jeune gentilhomme campagnard local, un évêque anglican farfelu et mordu de chemins de fer anciens, un ex cheminot ivrogne qui campe dans un vieux wagon, un notable local qui finance l'affaire car la voiture-bar lui permettra de contourner les heures de fermetures légales du pub, l'irascible conducteur d'un rouleau à vapeur utilisé pour la voirie et sa fiancée, une jolie fille au grand cœur mais il y a aussi des "méchants".
En effet , les frères Crump, gérants d'une société d'autocars, sont prêts à tout pour liquider le train et garder le monopole du transport : ils se livrent à différents sabotages et à des attaques dont certains épisodes sont des parodies de western américains. Inexorablement, lorsqu'arrive la date où doit avoir lieu la réouverture de la ligne, sous la supervision d'inspecteurs du Ministère des Transports, la pression s'accentue et la locomotive est gravement endommagée par un ultime sabotage.
Pas découragée pour autant, l'équipe de cheminots-villageois emploie alors les grands moyens et va carrément subtiliser dans un musée local une ancienne locomotive, datant de 1843 (La Thunderbolt - L'éclair - qui donne son titre anglais au film, assez semblable à la célèbre Rocket - La fusée - de Stephenson). Après mille péripéties et une folle course poursuite avec le rutilant autocar des frères Crump, le voyage inaugural se déroule au mieux, dans une folle ambiance.
Comme souvent avec les Ealing Comedies, (Whisky à Gogo, The Maggie, Passeport pour Pimlico...), ce film met en scène le combat apparemment inégal de gens ordinaires contre des puissances gouvernementales ou économiques théoriquement toute puissantes.

## Fiche technique
- Titre : Tortillard pour Titfield
- Titre original : The Titfield Thunderbolt
- Réalisation : Charles Crichton
- Scénario : T.E.B. Clarke
- Images : Douglas Slocombe et Paul Beeson (seconde équipe)
- Musique : Georges Auric
- Décors : C.P. Norman
- Costumes : Anthony Mendleson
- Montage : Seth Holt
- Producteur : Michael Truman et Michael Balcon (non crédité), pour J. Arthur Rank Organisation, Ealing Studios et Michael Balcon Productions
- Pays d'origine :  Royaume-Uni
- Format : Couleur (Technicolor) - 1,37:1
- Genre : Comédie
- Durée : 84 minutes
- Date de sortie : mars 1953

## Distribution
- Stanley Holloway : Walter Valentine
- George Relph : le pasteur Sam Weech
- Naunton Wayne : George Blakeworth
- John Gregson : Squire Gordon Chesterford
- Godfrey Tearle : Ollie Matthews, évêque de Welchester
- Hugh Griffith : Dan Taylor
- Gabrielle Brune : Joan Hampton
- Sid James : Harry Hawkins
- Reginald Beckwith : Coggett
- Edie Martin : Emily
- Michael Trubshawe : Ruddock
- Jack MacGowran : Vernon Crump
- Ewan Roberts : Alec Pearce
- Herbert C. Walton : Seth
- John Rudling : Clegg
- Nancy O'Neil : Mrs Blakeworth
- Campbell Singer : Sergent de police
- Frank Atkinson : Agent de gare
- Wensley Pithey : Policier

## Autour du film
- La ligne choisie pour le film fut celle de Limpley Stoke à Camerton, à quelques kilomètres au sud de Bath. Quoique désaffectée depuis 2 ans, son état permettait d'y faire circuler des convois. Une remise en état sommaire avec addition d'un heurtoir, de 2 ou 3 signaux et d'une cabine d'aiguillage, le tout factice, permit de réaliser le cadre adéquat. Les prises de vues nécessitèrent l'utilisation d'une seconde locomotive poussant le train car, du fait de son grand âge, la locomotive du film, la « Lion (en) », n'avait plus la pression de vapeur nécessaire pour tracter le train…
- Le film a  été tourné dans un contexte particulier, celui de la Beeching Axe (La Hache de Beeching) du nom du parlementaire, auteur d'un rapport préconisant la  fermeture des nombreuses lignes secondaires à voie étroite qui étaient restées actives durant la Seconde Guerre mondiale mais qui étaient en mauvais état et de plus en plus concurrencées par le transport routier. Très controversé, le rapport Beeching, qui fut en grande partie mis en œuvre, ne permit pas pour autant de faire retrouver la rentabilité aux chemins de fer britanniques. Pour beaucoup la fermeture de lignes locales fut vécue comme un traumatisme et c'est l'un des facteurs qui assura Outre-Manche un immense succès au film.